# 藤原長輔
藤原 長輔（ふじわら の ながすけ）は、平安時代後期の公卿。藤原北家末茂流、権中納言・贈太政大臣藤原長実の三男。官位は従三位・右京大夫。

## 経歴
永久3年（1115年）12歳で従五位下・甲斐守に叙任。元永3年（1120年）左兵衛佐・丹後守、保安3年（1122年）従五位上、天治3年（1126年）従四位上。
長承3年（1134年）正四位下に昇叙されるが、異母妹・得子が鳥羽上皇の寵愛を受けたことに怒った崇徳天皇によって昇殿を止められる。保延6年（1140年）昇殿を許される。同7年（1141年）右馬頭に任ぜられるが、同年崇徳天皇から近衛天皇（得子の子）への譲位に伴い昇殿を止められる。
妹・得子の子である近衛天皇が即位した後も、白河法皇の側近であった長実の子らは鳥羽上皇から重んじられずに昇進が停滞し、得子に登用された甥の藤原俊盛（長兄・顕盛の遺児）に官位を追い越される程であった。
久安4年（1148年）右京大夫、仁平3年（1153年）再び昇殿を許される、同年備後介、同4年（1154年）内蔵頭、同年従三位。
久寿3年（1156年）飲水病（糖尿病）により死去。

## 系譜
- 父：藤原長実
- 母：僧文賛の娘 - 郁芳門院女房
- 妻：藤原清隆の娘 
  - 男子：藤原季隆（1128年? - 1190年）
  - 三男：藤原実清（1139年 - 1185年）
  - 男子：藤原長明
- 生母不明の子女
  - 男子：藤原長重
  - 男子：恵任
  - 男子：長恵
  - 男子：印性
  - 男子：円長（? - 1227年）
  - 男子：円輔
  - 女子：源通資室